# Karl von Cronmüller
Karl Cronmüller, später von Cronmüller,  (* 1. April 1853 in Ellwangen; †  1. Dezember 1920 in Stuttgart) war ein deutscher Politiker und von 1906 bis 1920 Präsident des Oberlandesgerichts Stuttgart.

## Leben
Cronmüller studierte von 1871 bis 1877 Rechtswissenschaften an der Eberhard Karls Universität Tübingen und war Mitglied des Corps Franconia Tübingen.
1881 wurde er Amtsrichter beim Amtsgericht Stuttgart, 1885 Landrichter und 1892 Landgerichtsrat beim Landgericht Stuttgart. Ab 1896 war er im
württembergischen Justizministerium tätig, zunächst als Vortragender Rat und ab 1900 als Ministerialdirektor in Nachfolge von Karl von Weizsäcker. 1904 wurde er Wirklicher Staatsrat und Mitglied des Geheimen Rates.
1906 und 1917 lehnte er es jeweils ab, württembergischer Justizminister zu werden. Seit dem 9. Dezember 1906 war er Präsident des Oberlandesgerichts Stuttgart. Parallel war vom 23. Dezember 1906 bis Juni 1911 Präsident des württembergischen Staatsgerichtshofs und 1920 übernahm er diese Position erneut.
Von 1911 bis 1918 gehörte er als Mitglied auf Lebenszeit der Ersten Kammer der Württembergischen Landstände an.
Cronmüller war römisch-katholischer Konfession. Sein Vater war Christoph Friedrich Cronmüller, Präsident des Obertribunals in Stuttgart (1871–1874).

## Ehrungen
- Kommenturkreuz I. Klasse des Friedrichs-Ordens (1912)